# Tiệm tạp hóa

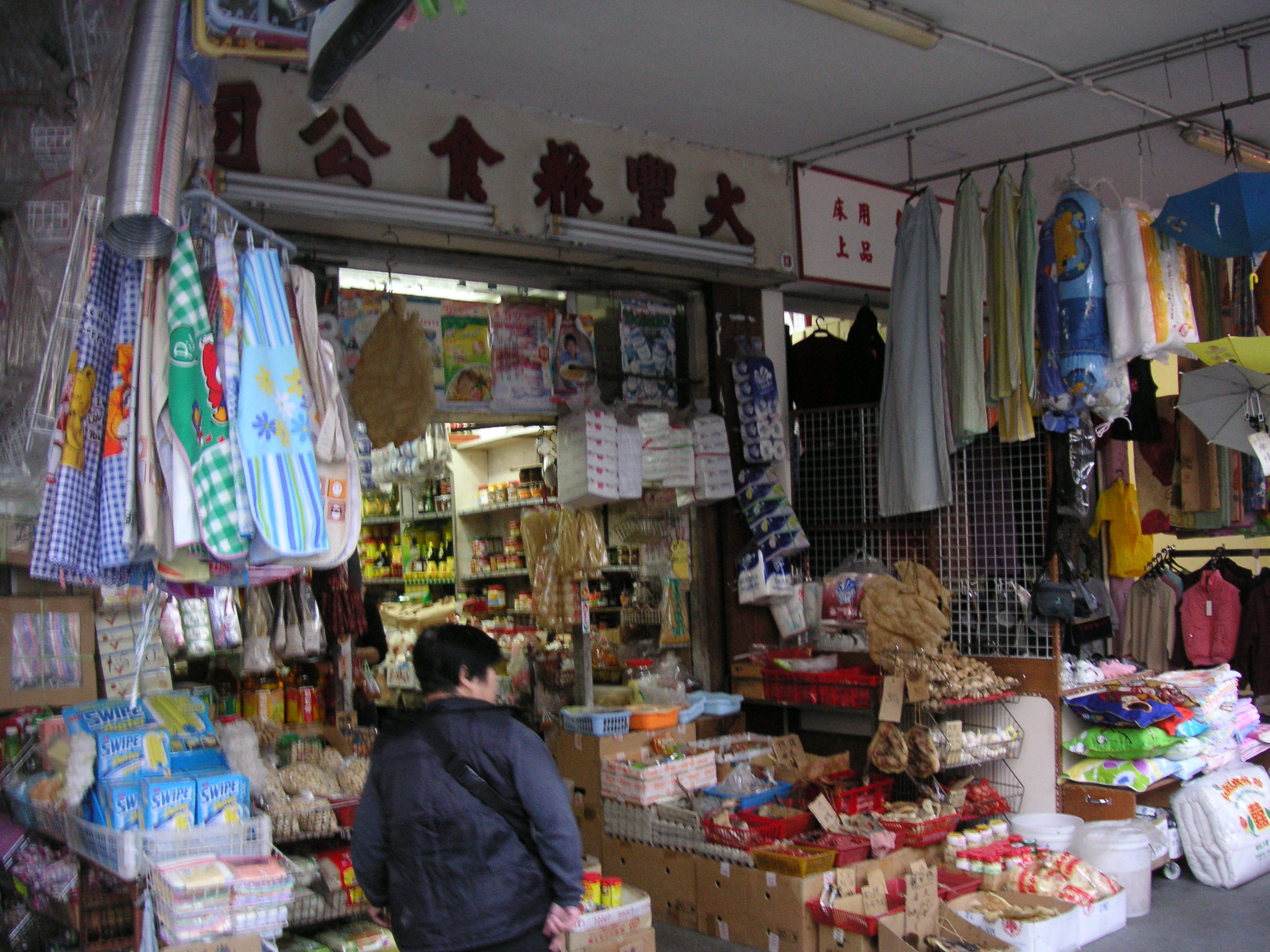
Một người bán hàng tạp phẩm (chạp phô) trong một gian hàng (sạp hàng) ở Trường Khang Thôn, Hồng Kông

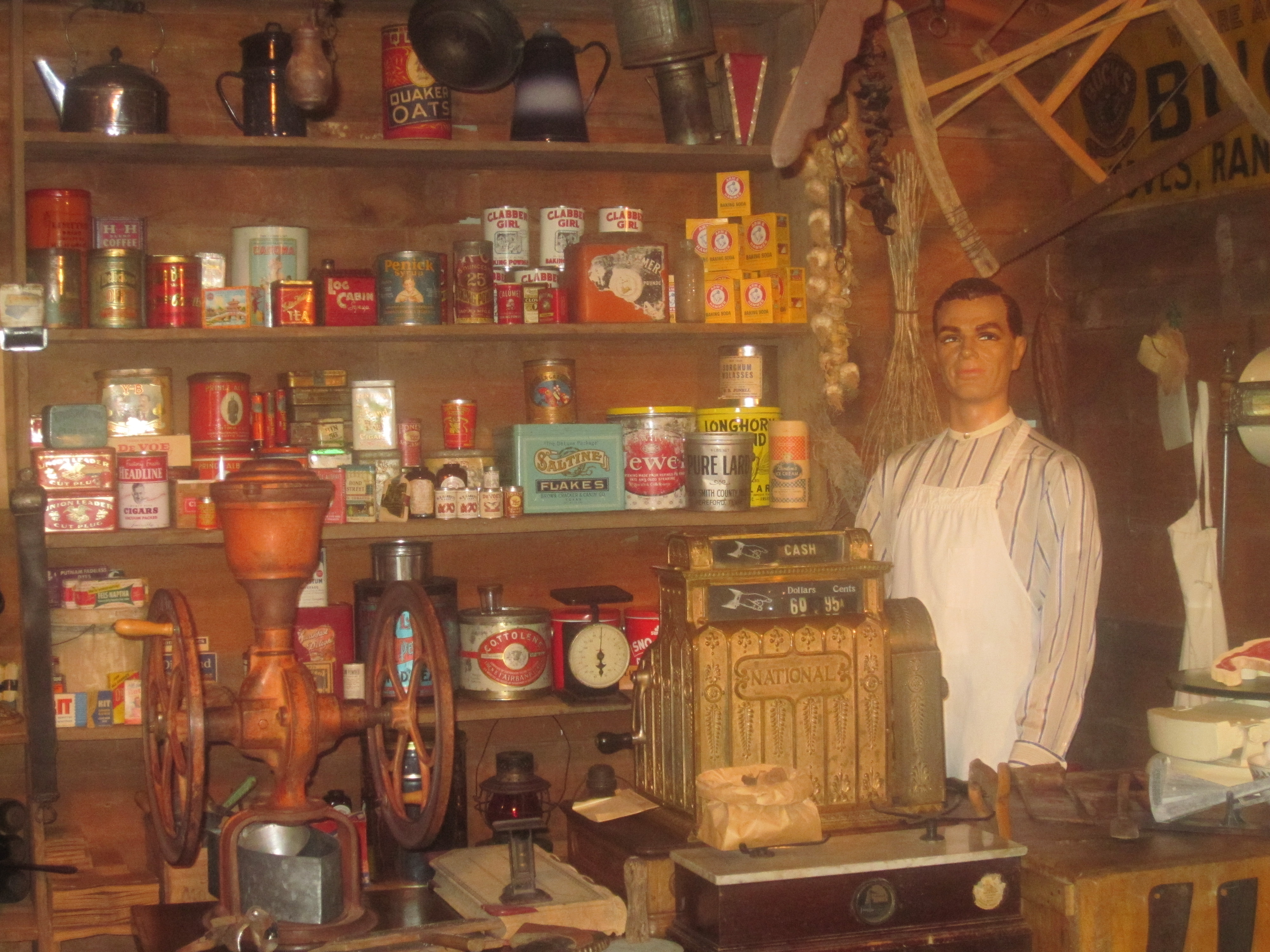
Hình ảnh một tiệm tạp hóa được tái hiện trong bảo tàng Deaf Smith County Historical Museum, Texas, Hoa Kỳ.

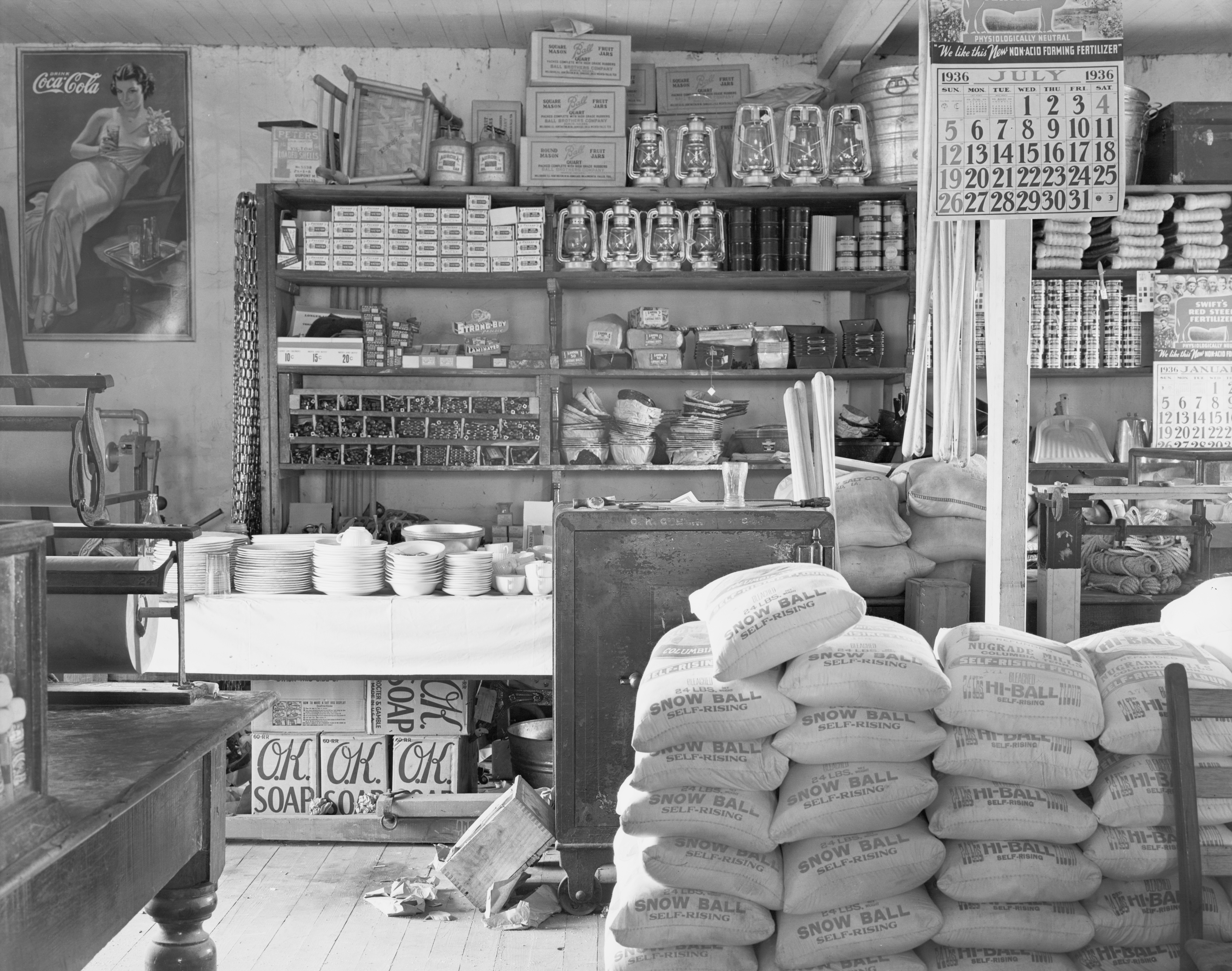
Bên trong một tiệm tạp hóa tại Moundville, Alabama, Hoa Kỳ, giữa thập niên 1930.

Tiệm tạp hóa hay tiệm tạp phẩm hay còn gọi cửa hàng tạp hóa (tiếng Quảng Đông gọi là tiệm Chạp phô) là một cửa hàng loại nhỏ theo mô hình của cửa hàng bách hóa, là nơi lưu trữ hàng hóa và bày bán nhiều loại hàng hóa khác nhau trong đó có bán đầy đủ những thứ cần thiết cho cuộc sống hàng ngày như các mặt hàng đồ ăn uống khô, đồ gia dụng, kim chỉ, vải vóc, một số loại đồ xây dựng như đinh, ốc, sơn, ống nước, đồ thiết yếu cho sinh hoạt như kem đánh răng, bóp đánh răng, giấy vệ sinh, băng vệ sinh, các đồ phục vụ cho học tập như bảng, thước kẻ, bút, mực, các loại đồ ăn nhanh... đa số hàng hóa đều rẻ và điều tiện lợi.
Trong cuộc sống hàng ngày ở Hoa Kỳ, khi người ta nói về "grocery store", thì thường ám chỉ đến một loại cửa hàng tương đương với "siêu thị". Ngược lại, từ này không được sử dụng để chỉ các cửa hàng khác bán các loại thực phẩm. Trong khi đó, ở Vương quốc Anh, người ta sử dụng các thuật ngữ như "tạp hóa" hoặc "tiệm tạp hoá" để đề cập đến các cửa hàng bán thực phẩm. Tuy nhiên, trong cuộc sống hàng ngày, người ta thường dùng cụm từ "siêu thị" hoặc "cửa hàng góc phố" hoặc "cửa hàng tiện lợi".

## Định nghĩa
Định nghĩa của "cửa hàng tạp hóa" khác nhau; các định nghĩa chính thức của Hoa Kỳ và Canada về "cửa hàng tạp hóa" loại trừ một số doanh nghiệp bán hàng tạp hóa, như cửa hàng tiện lợi.

### Hoa Kỳ
- Theo từ điển Merriam-Webster, cửa hàng tạp hóa là "một cửa hàng bán thực phẩm và đồ gia dụng: siêu thị". Nói một cách đơn giản, ở Mỹ, "cửa hàng tạp hóa" có nghĩa tương tự với "siêu thị".[3] Từ điển Oxford English ghi nhận rằng trong tiếng Anh Mỹ, thuật ngữ "cửa hàng tạp hóa" thường được sử dụng để chỉ "siêu thị".[4]
- Chính phủ Hoa Kỳ và Canada đã đưa ra một định nghĩa rộng hơn về cửa hàng tạp hóa, không giới hạn chúng trong siêu thị. Phân loại doanh nghiệp với mã NAICS 4551, "Cửa hàng tạp hóa", được xác định là hoạt động chủ yếu trong việc bán lẻ các sản phẩm thực phẩm chung.[1] Hạng mục con với mã NAICS 455110, "Siêu thị và Cửa hàng Tạp hóa khác (trừ cửa hàng tiện lợi)", được xác định là các cơ sở thông thường được biết đến là siêu thị và cửa hàng tạp hóa, chủ yếu hoạt động trong việc bán lẻ các loại thực phẩm chung như thực phẩm đóng hộp và đông lạnh, trái cây và rau tươi, và thịt, cá và gia cầm tươi và đã chuẩn bị. Hạng mục này cũng bao gồm các cơ sở kiểu deli chủ yếu hoạt động trong việc bán lẻ các loại thực phẩm chung.

### Vương quốc Anh
Ở Vương quốc Anh, các thuật ngữ thông dụng bao gồm "siêu thị" (dành cho các cửa hàng tạp hóa lớn hơn), và "cửa hàng góc phố", "cửa hàng tiện lợi" hoặc "cửa hàng tạp hóa" (nghĩa là cửa hàng tạp hóa nhỏ hơn).. Thuật ngữ "grocery store" (cửa hàng tạp hóa) phổ biến ở Bắc Mỹ, không được sử dụng ở đây. Từ điển Oxford English cho biết "grocery" (tạp hóa) là một cửa hàng (đặc biệt là trong tiếng Anh Anh) bán thực phẩm và những vật dụng khác dùng trong gia đình.
Chính phủ Vương quốc Anh không định nghĩa "cửa hàng tạp hóa" hay "siêu thị" cũng như sự phân biệt giữa chúng, nhưng định nghĩa các loại định dạng cửa hàng (dù chúng bán thực phẩm hay không):
- "One-stop shops" có diện tích trên 1.400 mét vuông (15.000 feet vuông).
- "Mid-range stores" có diện tích từ 280 đến 1.400 mét vuông (3.000 đến 15.000 feet vuông).
- "Convenience stores" có diện tích nhỏ hơn 280 mét vuông (3.000 feet vuông).

### Ấn Độ
90% tổng doanh số thị trường thực phẩm và tạp hóa trị giá 810 tỷ đô la Ấn Độ được tạo ra từ 12 triệu cửa hàng tạp hóa nhỏ gọi là kirana.

## Lịch sử

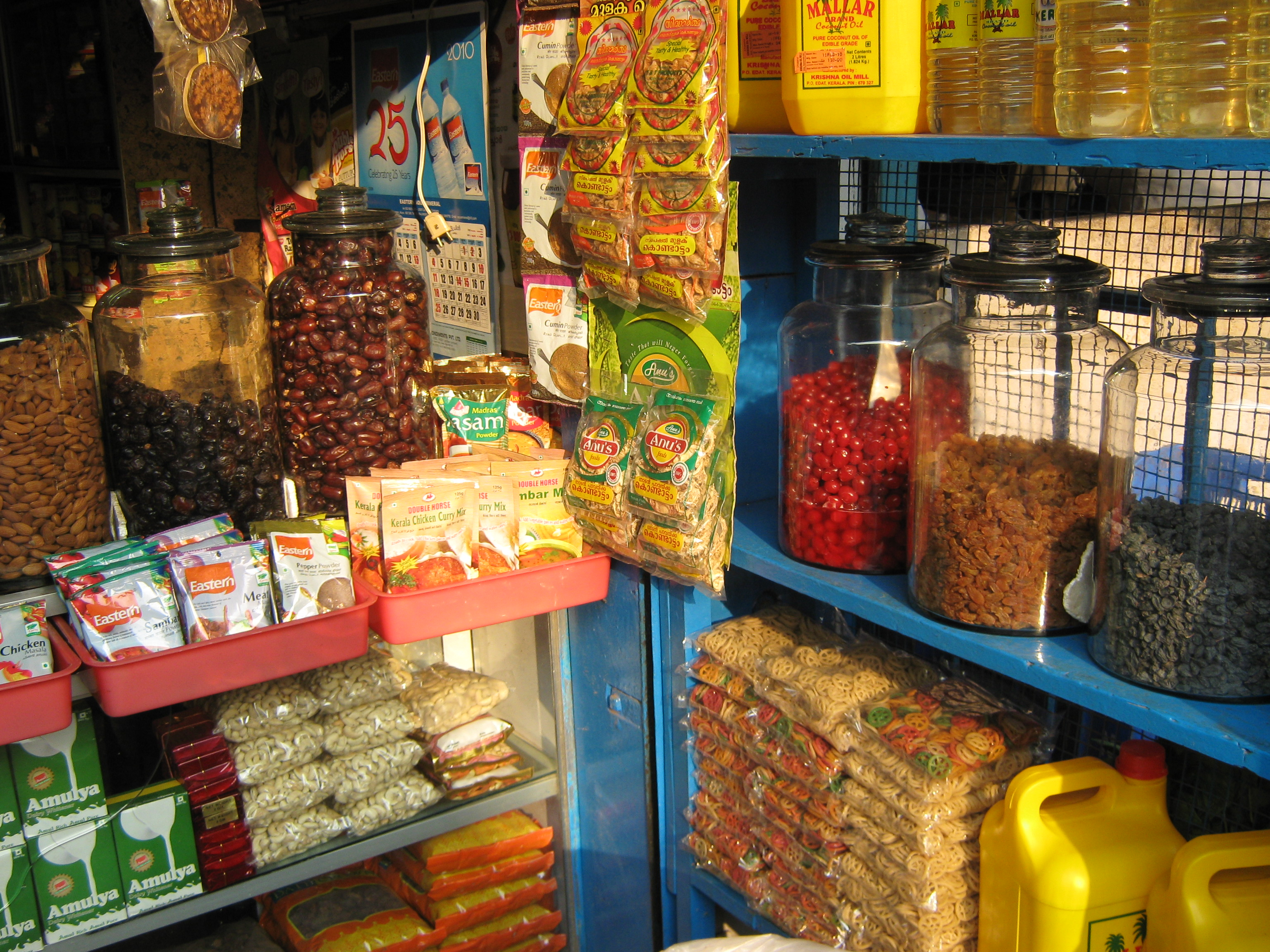
Tiệm tạp hoá ở Taliparamba, Ấn Độ

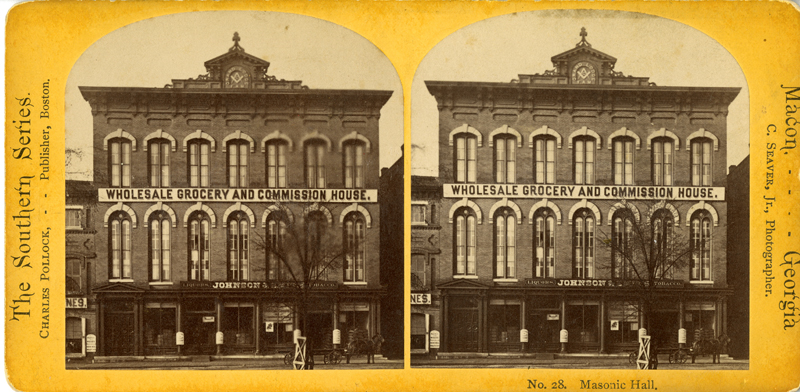
Tiệm tạp hoá Johnson và Smith & nhà môi giới tại Macon, GA, năm 1876.

### Lịch sử ban đầu
Bắt đầu từ thế kỷ 14, một người bán tạp hóa (hoặc "người cung cấp") bán các loại hàng khô như gia vị, ớt, đường, và (sau này) cacao, trà, và cà phê. Bởi vì những mặt hàng này thường được mua sỉ, chúng được đặt tên theo từ tiếng Pháp có nghĩa là người bán buôn, hay "grossier". Điều này, lần lượt, bắt nguồn từ thuật ngữ Latin trung cổ "grossarius", từ đó cũng phát sinh thuật ngữ "gross" (có nghĩa là một lượng 12 tá, tương đương với 144).
Từ cuối thế kỷ 17 đến đầu thế kỷ 19, từ "grocery" ám chỉ đến một nơi mà mọi người đến để uống.
Với sự phát triển của đóng gói lon và bao bì, ngành buôn bán tạp hóa đã mở rộng lĩnh vực kinh doanh. Ngày nay, các cửa hàng tạp hóa cung cấp đa dạng các loại thực phẩm cơ bản như sữa, thịt và nông sản. Những mặt hàng này được gọi chung là "thực phẩm tạp hóa".
Ở nhiều vùng nông thôn, cửa hàng tổng hợp bán đủ mọi thứ từ thuốc lá đến hàng nhập khẩu. Theo truyền thống, cửa hàng này cung cấp hình thức trả nợ cho khách hàng dựa trên sự tin tưởng, giúp gia đình nông dân mua thực phẩm cơ bản cho đến khi thu hoạch được bán ra thị trường.

### Hiện đại hóa
Vào năm 1916, Clarence Saunders, một nhà phát minh và doanh nhân, đã thành lập cửa hàng tạp hóa tự phục vụ đầu tiên mang tên Piggly Wiggly tại Memphis, Tennessee. Trước khi có sự đổi mới này, cửa hàng tạp hóa hoạt động theo hình thức "qua quầy", trong đó khách hàng phải yêu cầu nhân viên cửa hàng lấy hàng từ kho. Phát minh của Saunders đã giảm số lượng nhân viên phục vụ khách hàng, và nó đã gặt hái thành công. Theo một số nguồn, thành công này một phần là do tính mới mẻ của phương pháp này, một phần là do cách đóng gói hàng hóa gọn gàng và các nguồn kinh phí quảng cáo lớn. Điều này đã biến quy trình bán lẻ tạp hóa trở thành một quy trình tự động gần như hoàn toàn.

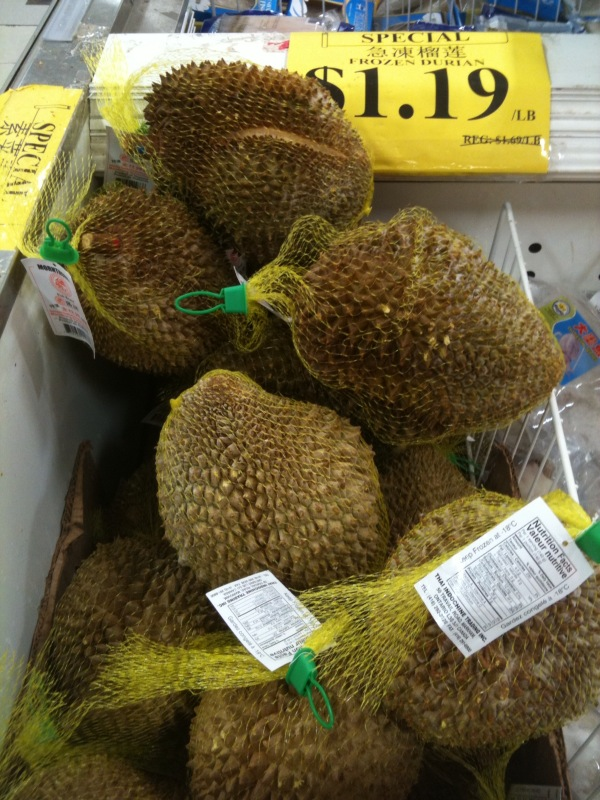
Cửa hàng tạp hóa Trung Quốc ở Ottawa, Ontario, Canada bày bán quả sầu riêng đông lạnh từ Đông Á. Các cửa hàng tạp hóa chuyên về thực phẩm "dân tộc" nhập khẩu được ưa chuộng trong cộng đồng di dân, cung cấp những loại thực phẩm nhập khẩu mà siêu thị lớn không có.

Có nhiều loại cửa hàng tạp hóa hoạt động theo nhiều phong cách khác nhau. Có cửa hàng gia đình ở nông thôn như IGA, cửa hàng nhỏ như Whole Foods Market và Trader Joe's, và cả các chuỗi siêu thị lớn như Walmart và Kroger Marketplace. Hợp tác xã thực phẩm và chợ "hợp tác xã" do người mua hàng sở hữu cũng trở nên phổ biến ở một số nơi. Tuy nhiên, trong thời gian gần đây, các cửa hàng lớn đã mở rộng phạm vi phục vụ để bao gồm các khu vực địa lý lớn hơn. Các siêu thị "tất cả trong một" như Walmart, Target và Meijer đã hợp nhất các cửa hàng tạp hóa trong một số khu vực, trong khi sự gia nhập của các cửa hàng đa dạng như Dollar General vào vùng nông thôn đã làm suy yếu nhiều cửa hàng tạp hóa truyền thống. Sự hiện diện toàn cầu của các công ty này đã tạo áp lực tài chính lên cửa hàng tạp hóa địa phương và chuỗi siêu thị quốc gia, và nhiều công ty đã gặp khó khăn trong cuộc khủng hoảng bán lẻ trong những năm 2010.

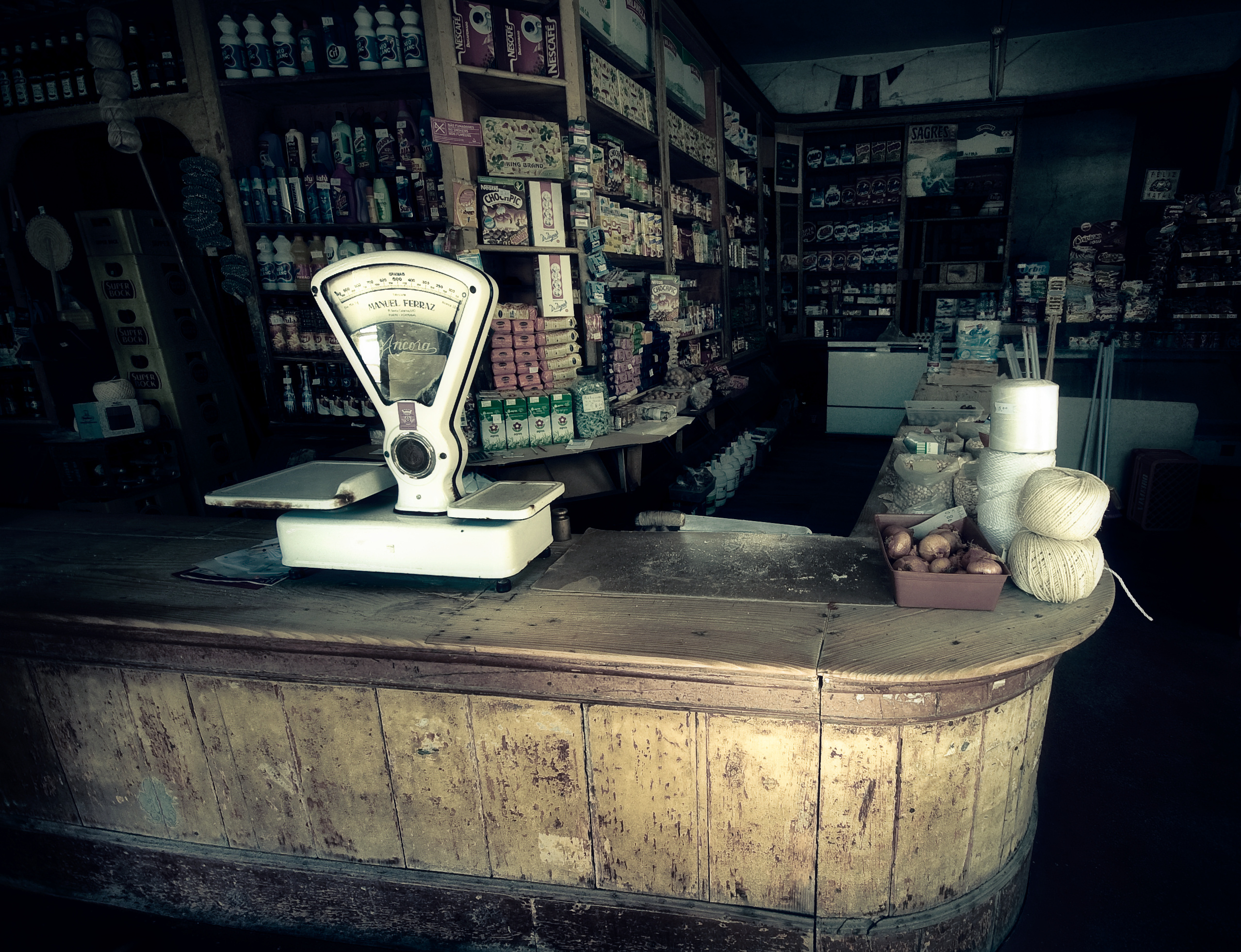
Cửa hàng tạp hóa "qua quầy" ở Bồ Đào Nha

Ở nhiều thành phố châu Âu, như Rome, các siêu thị lớn không thể thay thế các cửa hàng tạp hóa truyền thống trên phố. Tuy nhiên, xuất hiện các cửa hàng "Metro" ở trung tâm thành phố và thị trấn, làm suy giảm số lượng cửa hàng nhỏ. Các siêu thị ngoại ô như Tesco và Sainsbury's ở Vương quốc Anh đang làm suy yếu hoạt động thương mại của cửa hàng nhỏ hơn. Spar và Mace là các chuỗi cửa hàng tạp hóa thừa hưởng mô hình kinh doanh gia đình.

## Lãng phí thực phẩm

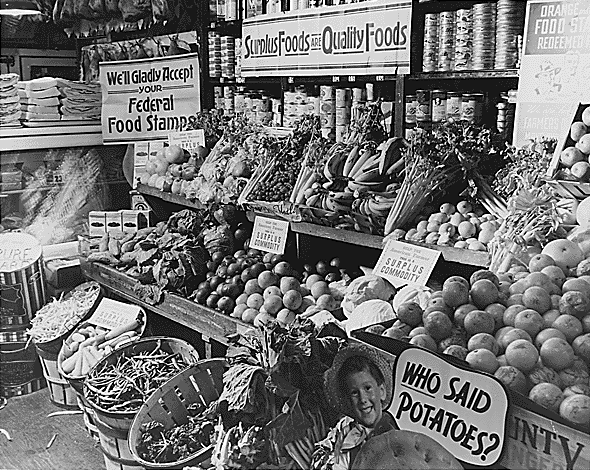
Hàng thừa được bày bán tại Hoa Kỳ vào năm 1936

Đến năm 2011, có khoảng 1,3 tỷ tấn thực phẩm, tương đương một phần ba sản lượng thực phẩm toàn cầu, bị mất hoặc lãng phí hàng năm. Theo ước tính của Ủy ban Nông nghiệp Hoa Kỳ, 27% tổng sản lượng thực phẩm bị lãng phí hàng năm. Trong các nước đang phát triển và đã phát triển, khi thực hiện hoạt động nông nghiệp thương mại hoặc nông nghiệp công nghiệp, lãng phí thực phẩm có thể xảy ra ở nhiều giai đoạn khác nhau trong ngành công nghiệp thực phẩm và với một số lượng đáng kể.
Bao bì thực phẩm đóng vai trò bảo vệ thực phẩm khỏi hư hỏng trong quá trình vận chuyển từ trang trại và nhà máy, thông qua các kho lưu trữ cho đến khi đến điểm bán lẻ. Ngoài ra, bao bì cũng giúp bảo quản độ tươi mới của thực phẩm khi đến nơi. Mặc dù bao bì giúp giảm lãng phí thực phẩm một cách đáng kể, tuy nhiên, bao bì cũng có thể gây ảnh hưởng đến việc giảm lãng phí thực phẩm theo các cách khác, ví dụ như gây ô nhiễm khi chất thải bao bì không được xử lý một cách đúng đắn. Điều này có thể ảnh hưởng đến môi trường và không thể tái chế thành nguyên liệu thức ăn cho động vật.
Các cửa hàng bán lẻ thường vứt bỏ một lượng lớn thực phẩm, bao gồm hàng hết hạn tốt nhất, hết hạn bán hoặc hết hạn sử dụng. Mặc dù có thể ăn được, nhưng cách xử lý thực phẩm dư thừa khác nhau rộng rãi. Một số cửa hàng cố gắng ngăn chặn người nghèo hoặc vô gia cư tiếp cận thực phẩm kém chất lượng, trong khi các cửa hàng khác hợp tác với tổ chức từ thiện để phân phối thực phẩm.
Các nhà bán lẻ góp phần vào lãng phí thực phẩm thông qua các hợp đồng với nhà cung cấp. Nếu không đáp ứng đủ số lượng đã thỏa thuận, hợp đồng có thể bị hủy. Để tránh thiếu hàng, nhà sản xuất thường sản xuất nhiều hơn cần thiết, dẫn đến sự lãng phí. Các sản phẩm thặng dư thường bị tiêu hủy. Một số cửa hàng tạp hóa quyên góp thực phẩm còn lại (ví dụ như thực phẩm từ quầy bánh mỳ và thực phẩm đã qua ngày hết hạn) cho các trung tâm dành cho người vô gia cư hoặc nhà bếp từ thiện.
Liên minh châu Âu tuyên bố năm 2014 là "Năm chống lãng phí thực phẩm". Hầu hết các hợp đồng mà những nhà bán lẻ đã ký yêu cầu thực phẩm phải đạt chất lượng nhất định. Tuy nhiên, gần đây, xu hướng xã hội và chính trị đã tạo ra thị trường cho các loại trái cây và rau có hình dáng không hoàn hảo như cà chua không tròn và táo có nhược điểm. Một số siêu thị như Intermarché ở Pháp và Fruta Feia ở Bồ Đào Nha đã triển khai chiến dịch "trái cây và rau xấu xí" để giảm lãng phí. Các sản phẩm này được bán với giá giảm so với những sản phẩm hoàn hảo, và chiến dịch này đã ghi nhận sự tăng trưởng 24% trong doanh số bán hàng.

## Tiếp thị thực phẩm
Tiếp thị thực phẩm là quá trình kết nối giữa người sản xuất và người tiêu dùng, mang thực phẩm từ nguồn gốc tới đến đĩa ăn. Đây là một chuỗi hoạt động phức tạp, liên kết nhiều nhà sản xuất và công ty ngay cả cho một sản phẩm thực phẩm đơn lẻ. Ví dụ, có thể có tới 56 công ty tham gia vào quá trình sản xuất một hộp canh mì gà. Các doanh nghiệp trong chuỗi tiếp thị thực phẩm không chỉ bao gồm các nhà chế biến thịt gà và rau củ, mà còn có các công ty vận chuyển nguyên liệu và những người in nhãn và sản xuất hộp can Hệ thống tiếp thị thực phẩm là một trong những ngành tuyển dụng lớn nhất, trực tiếp và gián tiếp, không thuộc chính phủ ở Hoa Kỳ.
Trong thời kỳ hiện đại, việc bán thực phẩm dư thừa thường diễn ra hàng tuần khi những người nông dân đưa sản phẩm của họ đến thị trường địa phương. Tại đây, thực phẩm được bán cho các cửa hàng tạp hóa để cung cấp cho người tiêu dùng trong cộng đồng địa phương. Với sự phát triển của công nghiệp và ngành chế biến thực phẩm, nhiều loại thực phẩm có thể được bán và phân phối tới những địa điểm xa hơn. Thông thường, cửa hàng tạp hóa sẽ có quầy bán hàng, khách hàng chỉ cần nói với chủ cửa hàng những gì họ muốn và chủ cửa hàng sẽ lấy sản phẩm cho họ.
Trong thế kỷ 20, sự ra đời của các siêu thị đã mang đến mô hình mua sắm tự phục vụ thông qua việc sử dụng xe đẩy mua hàng. Siêu thị cung cấp thực phẩm chất lượng với giá thấp thông qua quy mô kinh tế và giảm chi phí nhân viên. Trong giai đoạn sau của thế kỷ 20, sự phát triển của siêu thị cỡ lớn ngoại ô đã thực sự cách mạng hóa ngành bán lẻ. Các siêu thị này có quy mô lớn và bán một loạt các loại thực phẩm từ khắp nơi trên thế giới.
Ngành bán lẻ thực phẩm khác biệt với ngành chế biến thực phẩm, đó là một thị trường có hai tầng, trong đó một số công ty lớn chiếm quyền kiểm soát đáng kể số lượng siêu thị. Các tập đoàn siêu thị có sức mua lớn đối với nông dân và nhà chế biến thực phẩm, và có ảnh hưởng mạnh đến người tiêu dùng. Dưới 10% số tiền mà người tiêu dùng chi tiêu cho thực phẩm được chuyển đến nông dân, với một tỷ lệ lớn hơn được dành cho quảng cáo, vận chuyển và các công ty trung gian.

### Giá cả
Vào ngày 24 tháng 3 năm 2008, đã có báo cáo cho biết người tiêu dùng trên toàn thế giới đang phải đối mặt với sự tăng giá thực phẩm. Nguyên nhân của hiện tượng này bao gồm thay đổi trong thời tiết và sự biến động mạnh trong nền kinh tế toàn cầu, bao gồm tăng giá dầu, giảm dự trữ thực phẩm và nhu cầu tiêu dùng gia tăng ở Trung Quốc và Ấn Độ.

Chỉ số giá thực phẩm, thịt, sữa, ngũ cốc, dầu thực vật và đường, được điều chỉnh bằng chỉ số Giá trị Đơn vị Sản phẩm của Ngân hàng Thế giới (MUV).

Theo Bộ Lao động Hoa Kỳ, chi tiêu cho thực phẩm mua tại nhà và trong nhà hàng chiếm 13% trong tổng số chi tiêu mua sắm của các hộ gia đình, ít hơn 32% cho nhà ở và 18% cho giao thông. Trung bình, mỗi gia đình ở Hoa Kỳ đã chi tiêu khoảng 280 đô la mỗi tháng hoặc 3.305 đô la mỗi năm tại các cửa hàng tạp hóa vào năm 2004. Dựa trên cuộc khảo sát của bản tin Dollar Stretcher, một người độc thân chi tiêu khoảng 149 đô la mỗi tháng, một cặp đôi chi tiêu khoảng 257 đô la và một gia đình bốn người chi tiêu khoảng 396 đô la.

## Trên thế giới
Ở Phương Tây, các tiệp tạp hóa thường bán các mặt hàng lương thực chủ yếu như sữa và bánh mì và các hàng gia dụng khác nhau. Tiệm tạp hóa thường thịnh hành tại những thị trấn nhỏ lẻ hoặc vùng nông thôn, nó thay thế vai trò của một cửa hàng bách hóa ở thành thị, mang đến một lựa chọn rộng rãi cho khách hàng bởi sự đa dạng hàng hóa, đôi khi cửa hàng chỉ là một không gian nhỏ, nơi mọi người từ thị trấn và xung quanh khu vực nông thôn đến mua tất cả các hàng hoá. Tại các thành thị thì loại hình cửa hàng này cũng tồn tại nhiều tại các điểm dân cư để phục vụ tại chỗ cho người dân không khu vực cư trú, thường cửa hàng này là loại hình tự thành lập, người chủ sử dụng một phần diện tích căn nhà để bỏ vốn mua và bày bán các loại hàng hóa.

## Ở Việt Nam
Làn sóng các đại gia bán lẻ nước ngoài vào Việt Nam từng khiến giới hoạch định chính sách không khỏi lo âu cho số phận các nhà phân phối nội địa. Chương trình hỗ trợ mạng lưới bán lẻ, nhất là các điểm bán hàng, tiệm tạp hóa gia đình... từng được Bộ Thương mại thực hiện với những biện pháp như tổ chức khóa huấn luyện bán hàng cho các chủ tiệm nhỏ, những điểm tạp hóa quy mô gia đình, chủ tiệm tạp hóa sẽ được các chuyên gia kinh tế và makerting huấn luyện nội dung quản lý thu chi và hàng tồn kho, trưng bày hàng, dịch vụ khách hàng, quảng cáo và khuyến mãi tại điểm bán, chính sách giảm giá...
Ở Việt Nam, loại hình này rất thông dụng tại các sạp hàng ở các chợ, các khu vực dân cư đông để phục vụ cho nhu cầu hàng ngày của người dân. Đây là một mắt xích trong hệ thống phân phối và bán lẻ. Mạng lưới phân phối quy mô về số lượng với gần 300.000 cửa tiệm tạp hóa và khoảng 2.000 chợ phân bố trên cả nước (chiếm tới 90% mạng lưới phân phối tại Việt Nam) nhưng lại rất lạc hậu này đang mất dần ưu thế trước hệ thống phân phối hiện đại và không loại trừ phải đứng trước khả năng phá sản, nhất là tại các đô thị.
Hoạt động tiệm tạp hóa tại đây cũng như được quy củ, nhiều vấn đề được báo giới nhắc đến như công tác phòng cháy, chữa cháy, an ninh trật tự các mặt hàng cấm và các loại hàng nhái, hàng giả được bày bán.